# Будинок із котами
Буди́нок Ягимо́вського, більш відомий серед киян як Буди́нок із кота́ми — пам'ятка історії та архітектури у Києві, що знаходиться на вулиці Гоголівській, 23. Будинок збудовано у 1909 році у стилі модерн. Належав полковникові Федору Ягимовському. Через незвичність оформлення фасаду будинку, міські легенди зазвичай пов'язують його спорудження з Владиславом Городецьким, проте відомий архітектор участі у побудові ніколи не брав.

## Історія
«Будинок з котами» був збудований на вулиці Гоголівській у 1909 році інженером Володимиром Безсмертним на замовлення полковника Федора Ягимовського. Архітектор виконав будівлю у стилі модерн з використанням елементів готики. Особливістю споруди є те, що вона повністю асиметрична.
Будинок Т-подібний у плані, характерного зеленого кольору, має чотири поверхи з боку вулиці та п'ять — з боку двору. На кожному поверсі міститься по дві квартири, що мають незручне планування — деякі з кімнат надто витягнуті, а кухні й спальні мають лише по одному вікну, через що недостатньо освітлені. Усі вікна та балкони будівлі оформлені по-різному.
Будівля вирізняється багатим та незвичним декором фасаду: поміж своєрідного пластичного оздоблення містяться зображення численних химер та чоловічих маскаронів. Вхід до будинку прикрашають фігури сов, а краї великого напівкруглого вікна на першому поверсі — барельєфи котів із зеленими очима та червоними ротами, від яких і походить поширена назва будинку. Вважалося, що сови є символом мудрості, а коти охороняють затишок і добробут будинку від злих намірів чорта, фігура якого увінчує архітектурну композицію будинку.
У будівлі мешкало чимало відомих людей. Зокрема у 1920-х рр. тут, у квартирі № 5, мешкав відомий український історик та етнограф Микола Левченко. А у 1917—1920 рр. будинок був помешканням для всесвітньовідомого українського вченого-механіка Степана Тимошенка. У 1995 році на його честь на фасаді споруди встановили бронзову пам'ятну дошку. Автори пам'ятної дошки — скульптор М. Савельєв та архітектор В. Приходько.
Серед киян довгі роки ходили легенди про причетність до побудови цього будинку відомого київського архітектора Владислава Городецького, проте віднайдені згодом архівні документи допомогли розвінчати цей міф.
Сьогодні на першому поверсі будинку міститься приватна юридична фірма, а квартири знаходяться у приватній власності.

## Галерея

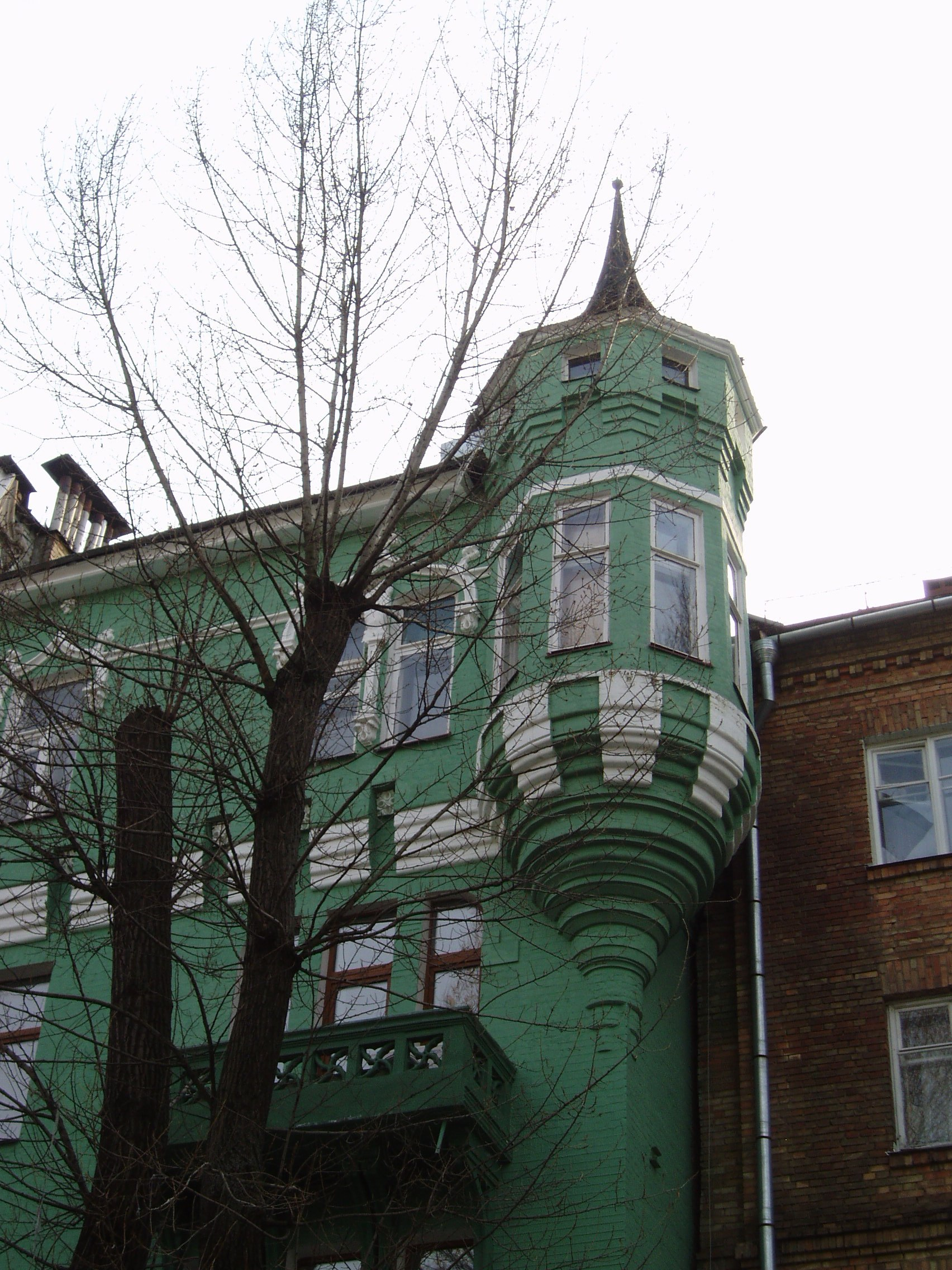
Невеличка вежа з правого боку будинку
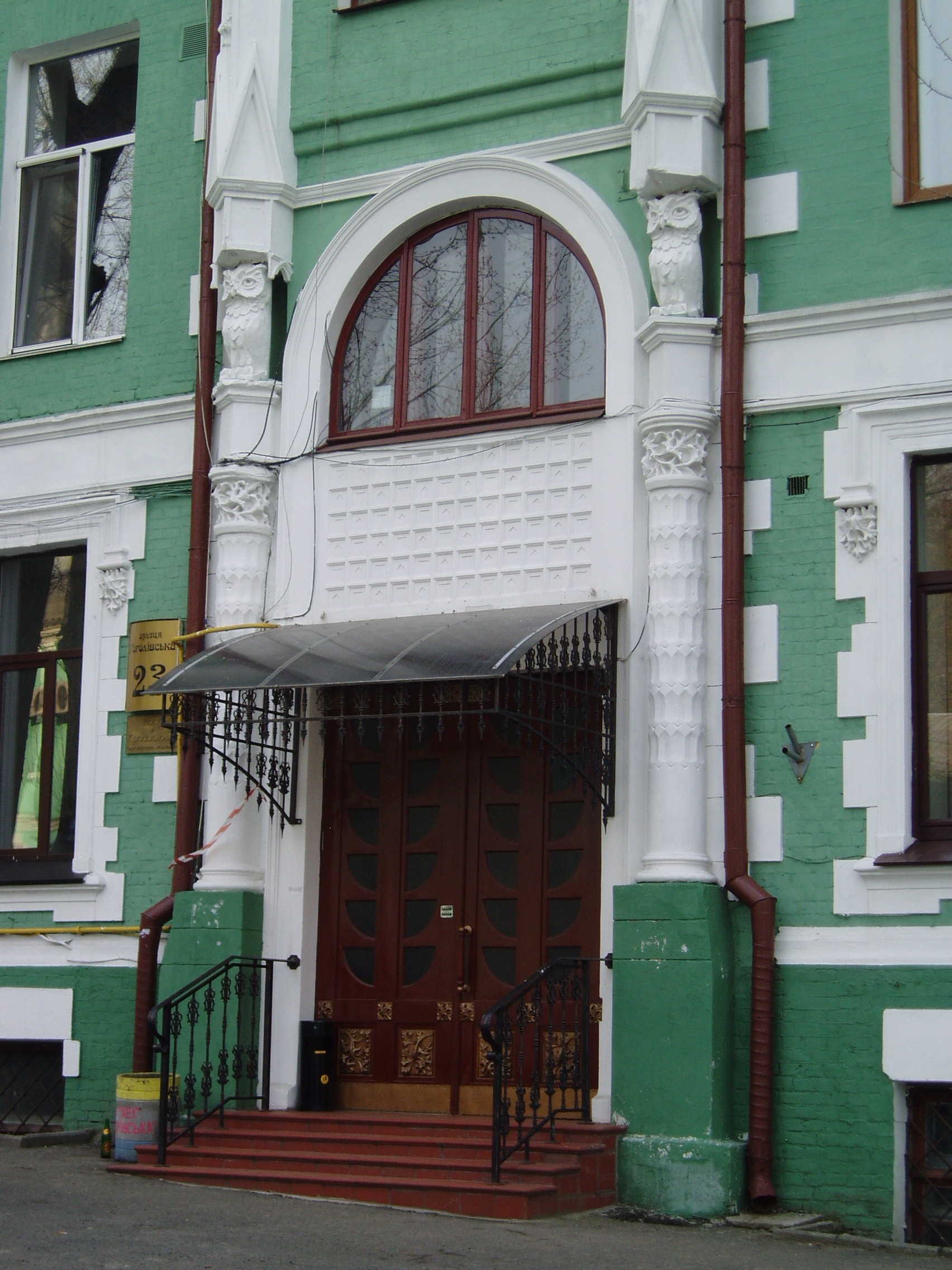
Вхід до Будинку з котами, обабіч якого сидять сови
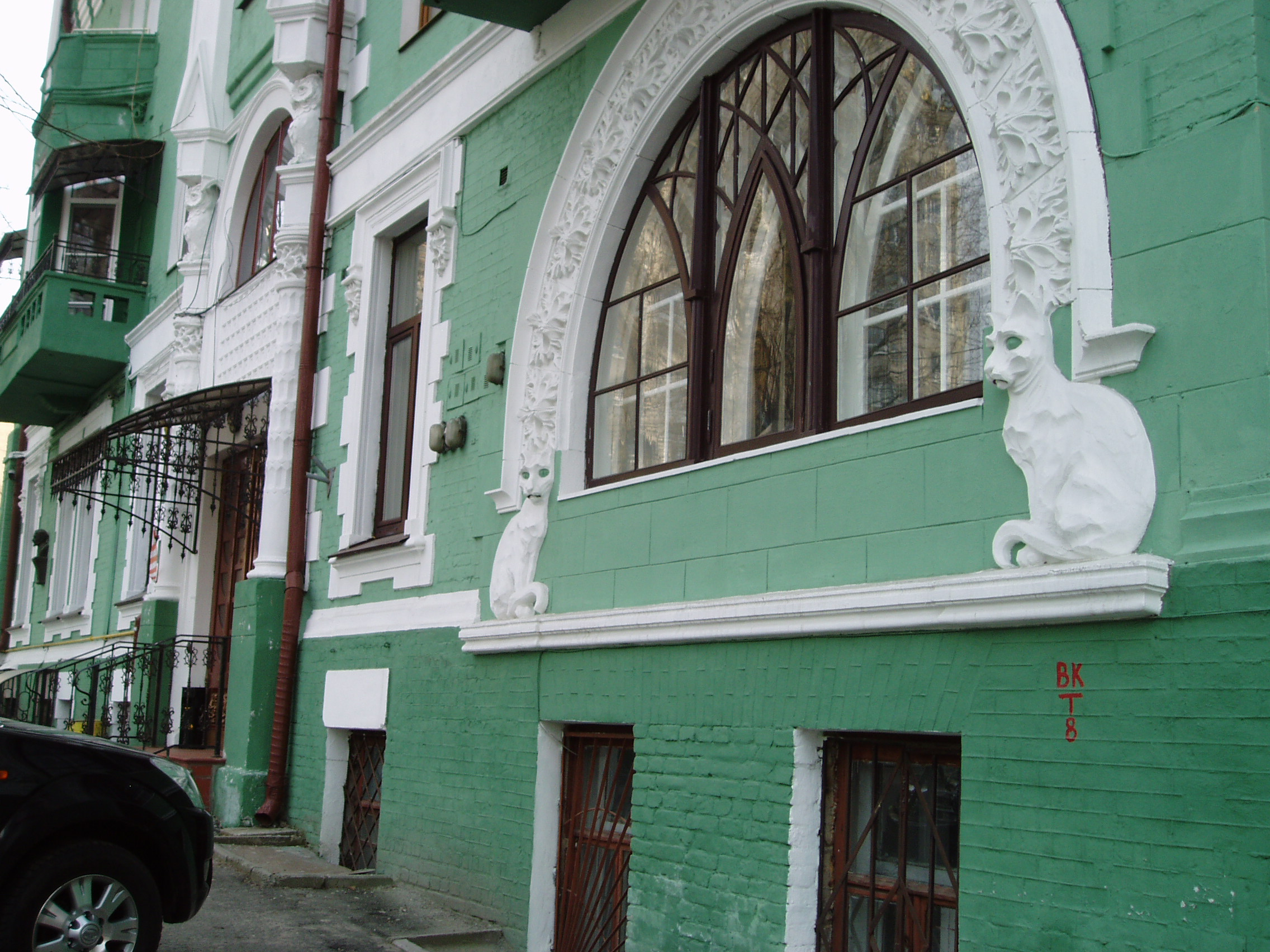
Аркове вікно з котами на першому поверсі споруди, від яких пішла назва будинку
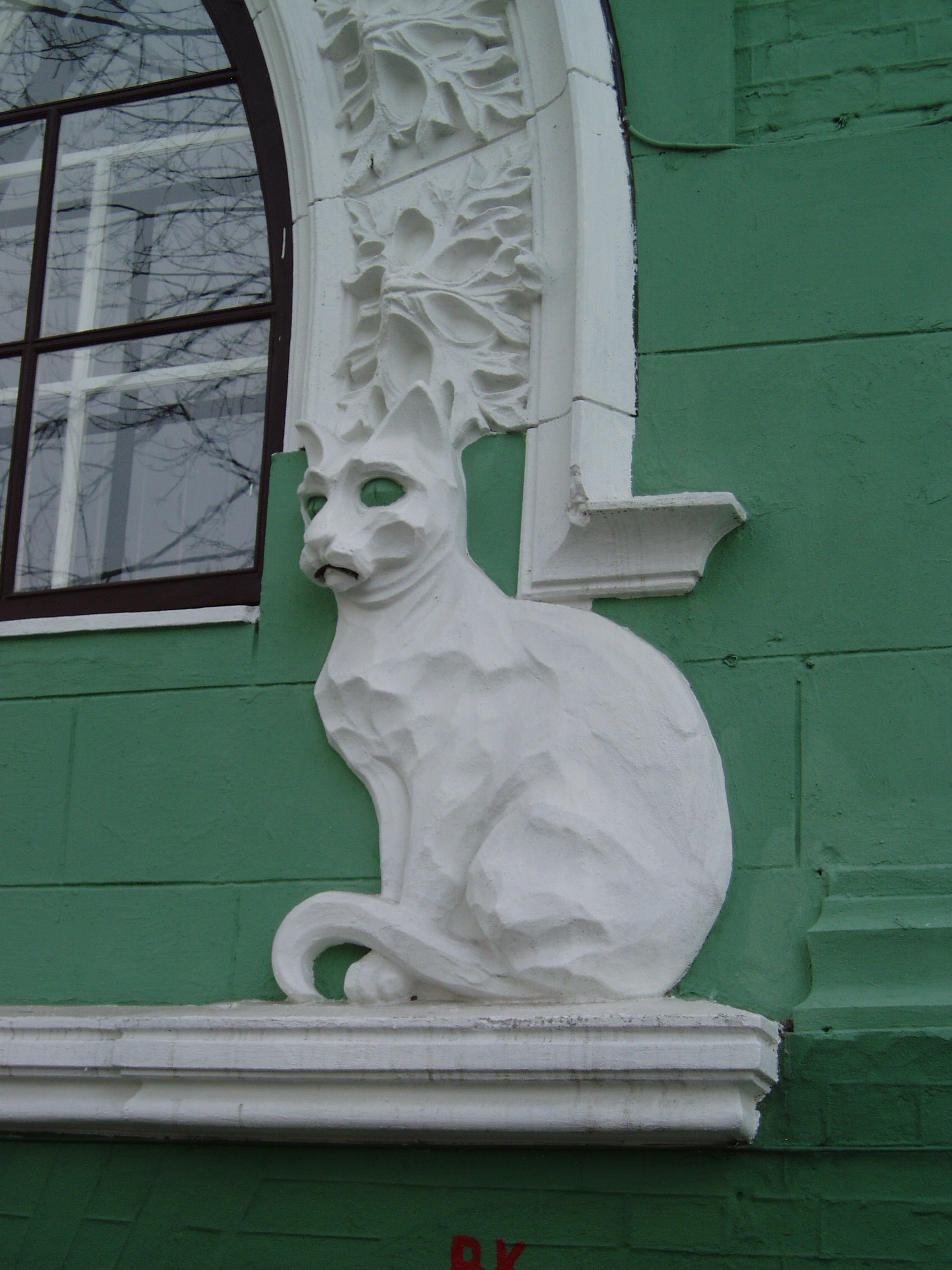
Один із котів-охоронців будівлі
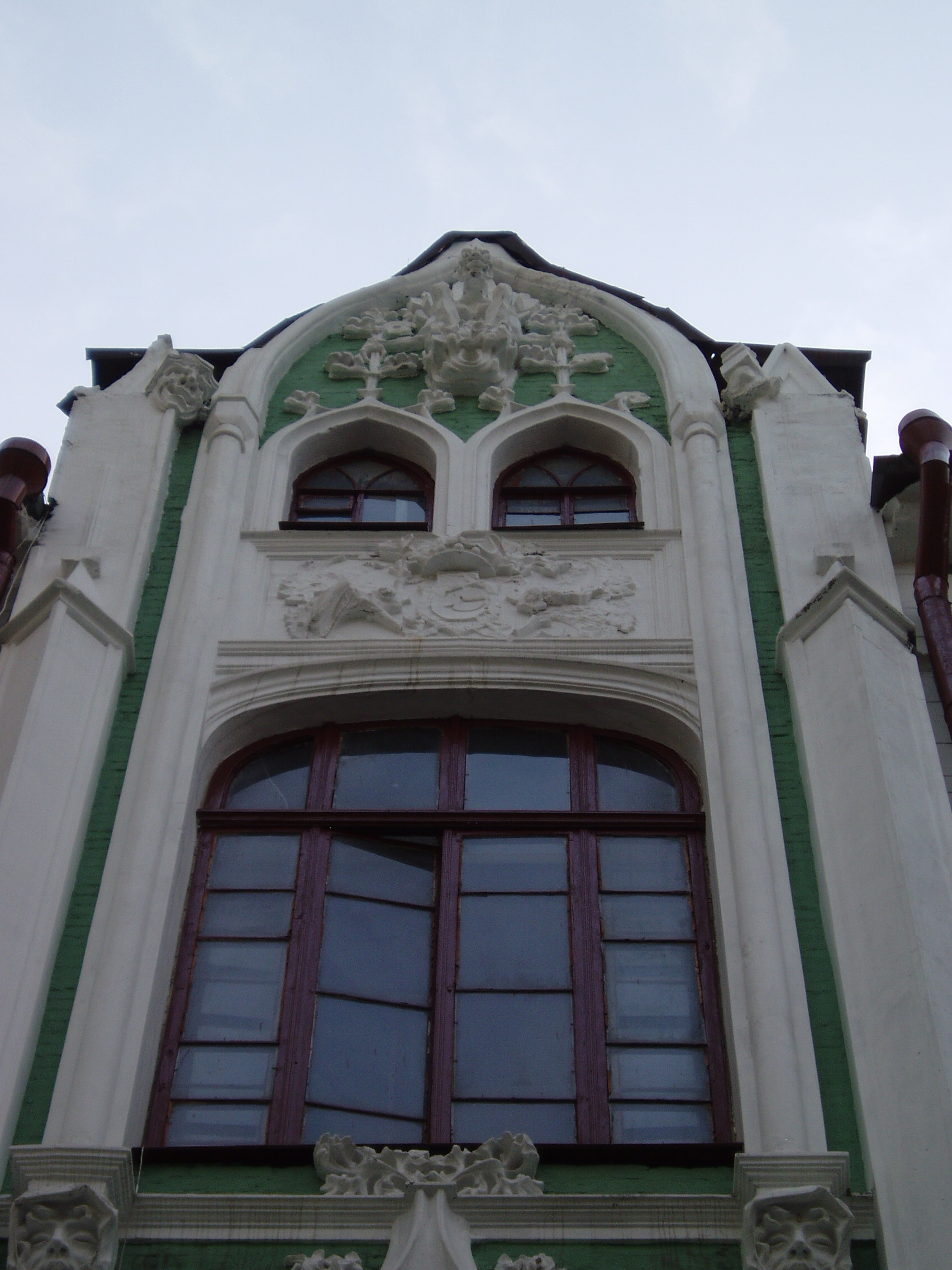
Верхня частина будинку з гербом Ягимовського та скульптурою чорта
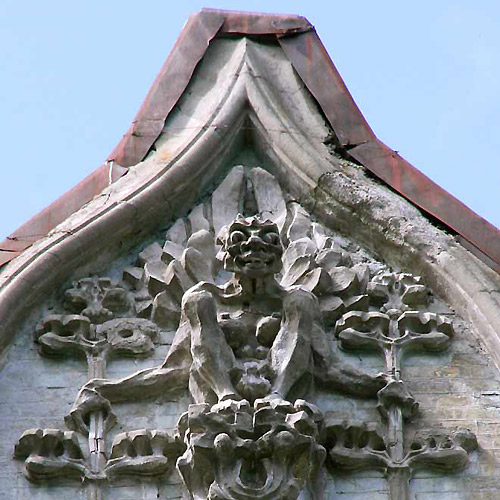
Скульптурне зображення чорта на Будинку Ягимовського
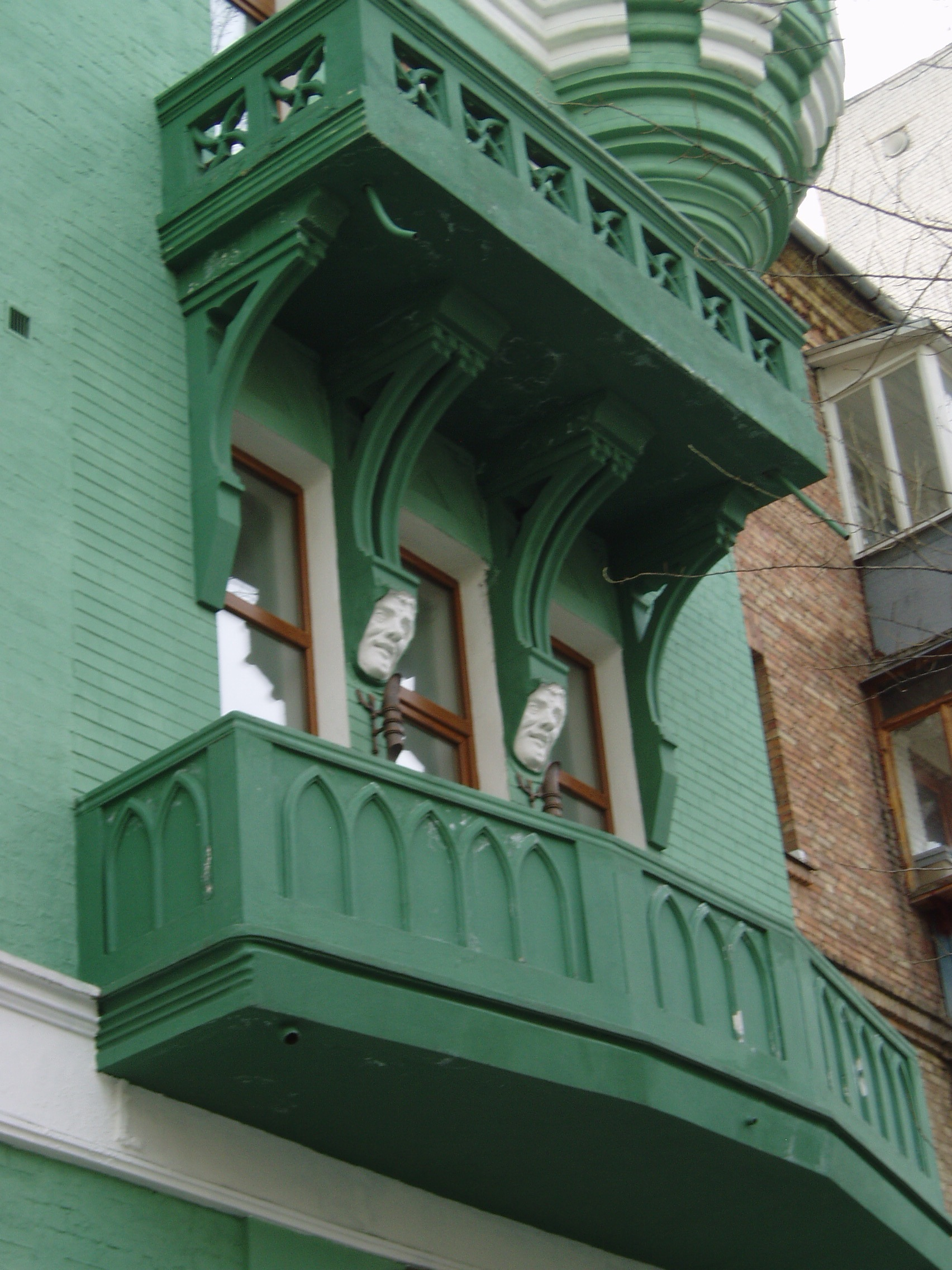
Один із балконів будинку, прикрашений чоловічими маскаронами
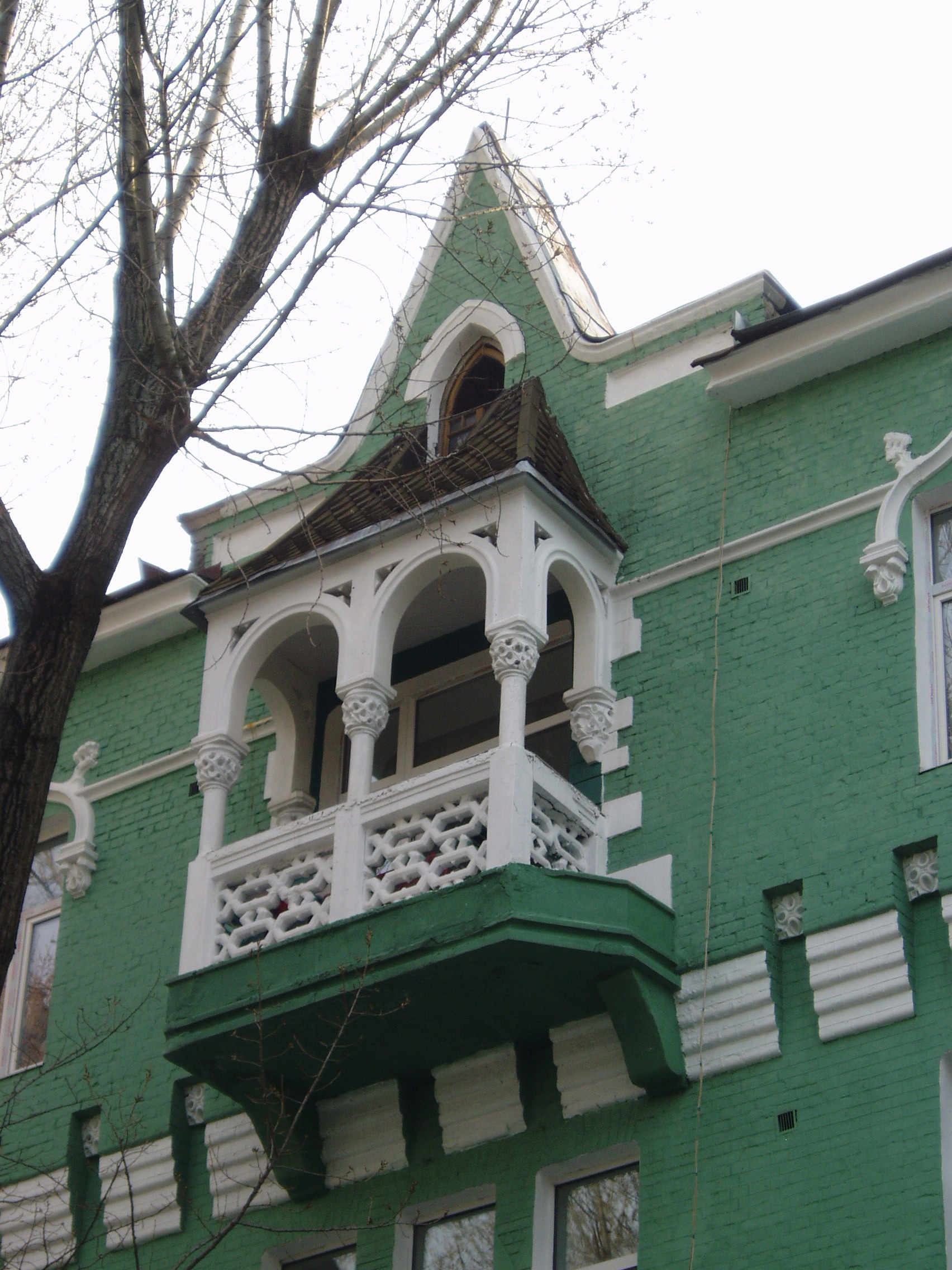
Готичний балкон з лівого боку будинку